# ジェーン・エア (1970年の映画)
『ジェーン・エア』（Jane Eyre）は、1970年に公開されたイギリスの映画。シャーロット・ブロンテの同名小説を映画化した作品。監督はデルバート・マン。主演はスザンナ・ヨークとジョージ・C・スコット。アメリカ合衆国では1971年にテレビ映画として放映された。

## キャスト
※括弧内は日本語吹替（初回放送1976年11月21日『日曜洋画劇場』）
- ジェーン・エア：スザンナ・ヨーク（赤座美代子）
- エドワード：ジョージ・C・スコット（新田昌玄）
- ジョン：イアン・バネン（田中信夫）
- ブルックルハースト校長：ジャック・ホーキンス（島宇志夫）
- ロチェスター夫人：ジーン・マーシュ
- フェアファックス夫人：レイチェル・ケンプソン
- ブランチ：ニリー・ドーン・ポーター
- メイソン：ケネス・グリフィス
- 幼少期のジェーン・エア：サラ・ギブソン